# Speleohvarella gamulini
Speleohvarella gamulini is een eenoogkreeftjessoort uit de familie van de Stephidae. De wetenschappelijke naam van de soort is voor het eerst geldig gepubliceerd in 2005 door Krsinic.